# ثار
ثار هي مدينة سعودية والمركز الإداري لمحافظة ثار التابعة لمنطقة نجران، بالمملكة العربية السعودية.

## نبذة
تبعد حوالي 120 كيلومتر شمال مدينة نجران، وكانت قوافل التجارة القديمة تتوقف بآبار حمى التاريخية ثم تتفرع إلى طريقين؛ الأول يتجه شمال شرق شبه الجزيرة العربية ماراً بقرية الفاو، والثاني يتجه إلى شمال وغرب شبه الجزيرة ماراً بجرش ثم مكة والمدينة المنورة والعلا ثم إلى بلاد الشام ومصر.